# غاري وينيك
غاري وينيك (بالإنجليزية: Gary Scott Winick)‏ (31 مارس 1961 - 27 فبراير 2011) مخرج سينمائي أمريكي.

## من أفلامه
- 2010, رسائل إلى جوليات

## روابط خارجية
- غاري وينيك على موقع IMDb (الإنجليزية)
- غاري وينيك على موقع قاعدة بيانات الأفلام العربية
- غاري وينيك على موقع ألو سيني (الفرنسية)
- غاري وينيك على موقع تيرنر كلاسيك موفيز (الإنجليزية)
- غاري وينيك على موقع أول موفي (الإنجليزية)
- غاري وينيك على موقع بوكس أوفيس موجو (الإنجليزية)
- غاري وينيك على موقع قاعدة بيانات الأفلام السويدية (السويدية)
- غاري وينيك على موقع إن إن دي بي (الإنجليزية)
- غاري وينيك على موقع قاعدة بيانات الفيلم (الإنجليزية)
- غاري وينيك على موقع كينوبويسك (الروسية)